# La Joya, Amatlán de los Reyes
La Joya är en ort i Mexiko.   Den ligger i kommunen Amatlán de los Reyes och delstaten Veracruz, i den sydöstra delen av landet, 240 km öster om huvudstaden Mexico City. La Joya ligger 728 meter över havet och antalet invånare är 107.
Terrängen runt La Joya är varierad, och sluttar österut. Runt La Joya är det ganska tätbefolkat, med 116 invånare per kvadratkilometer. Närmaste större samhälle är Córdoba, 5,6 km norr om La Joya. I omgivningarna runt La Joya växer huvudsakligen savannskog.